# Joel Rundt
Joel Anders Rundt, född 3 december 1879 i dåvarande Nykarleby landskommun i Kovjoki, död 2 juni 1971 i Vasa, var en finlandssvensk författare och folkbildare. 
Rundt utexaminerades år 1903 från Nykarleby seminarium och verkade därefter som folkskollärare i Karleby, Gamlakarleby och Helsingfors fram till år 1925. Därefter blev han sekreterare i Svenska folkskolans vänner. 

## Författarskap
Från och med år 1929 började Rundt ägna sig åt författarskap på heltid. Hans litterära insats, som framför allt präglas av ett harmoniskt och lågmält diktspråk, omfattar åtta diktsamlingar från debuten 1912 med Ödemark. Hans sista diktsamling, Tala o sång, utkom 1968. Han kom även att utmärka sig som en översättare av finsk lyrik och som författare till ett stort antal sångtexter. En bronsbyst av Rundt restes år 1970 invid Nykarleby kyrka. Skulptör var T. Helenelund.